# Michel Montignac
 (novembre 2007).
Pour les articles homonymes, voir Montignac.
Michel Montignac, né le 19 septembre 1944 à Angoulême et mort le 22 août 2010 à Annemasse, est un spécialiste de la communication et de la mise en marché, et un auteur français de livres sur la nutrition. Il a adopté, adapté et diffusé un régime d'amaigrissement appelé la Méthode Montignac.

## La détermination de la méthode Montignac
Après des études de sciences politiques et une spécialisation en sciences humaines, il mène une carrière de cadre supérieur dans l'industrie pharmaceutique, tout d'abord dans les ressources humaines, puis au niveau international en tant que directeur européen. En 1986, il crée la maison d'édition Artulen, chez laquelle il publie ses livres.
Au début des années 1980, il décide d’entreprendre des recherches sur la nutrition, afin de résoudre son problème de poids à partir d'informations scientifiques et en particulier celles concernant les maladies métaboliques, et la nutrition et le diabète.
Il est interpellé par des études publiées en 1976, 1977 et 1981 par Phyllis Crapo,,, une chercheuse en diabétologie de l'université Stanford en Californie. Ces résultats d'études montraient que les glucides n’étaient pas interchangeables. Ils indiquaient que, pour un contenu en glucide pur identique, l'élévation de la glycémie après le repas était différente, et même très différente, d'un glucide à l'autre, selon que le glucide soit simple ou complexe. Crapo croit, ainsi, qu'un régime composé exclusivement de glucides qui induisent une faible glycémie, peut avoir une valeur thérapeutique dans le contrôle de la glycémie du diabétique.
Michel Montignac, qui n'est pas diabétique mais seulement en surcharge pondérale, expérimente ce régime sur lui-même, après avoir remarqué que 85 % des diabétiques sont aussi obèses.
Il découvre alors qu'un chercheur canadien, Jenkins, a, conjointement aux travaux de Crapo, entrepris de hiérarchiser l'amplitude glycémique de chaque glucide par rapport à une valeur standard, celle du glucose, à qui la valeur 100 est arbitrairement donnée. Chaque glucide se voit ainsi attribuer son propre indice glycémique (IG).
C’est au début des années 1980 que Michel Montignac élabore les prémices de sa méthode d’amaigrissement. Le concept des indices glycémiques (IG) dans l’amaigrissement, donna lieu à la publication d’ouvrages et d’articles sur le sujet par d'autres auteurs.[réf. souhaitée]
Michel Montignac décède en 2010, à l'âge de 65 ans, des suites d’un cancer de la prostate. Il laisse derrière lui son épouse, leurs deux enfants, et trois enfants de son premier mariage.

## Diffusion de la méthode
- En 1986, Michel Montignac écrit son premier livre : Comment maigrir en faisant des repas d’affaires, qui s’adresse particulièrement aux cadres qui mangent souvent au restaurant ; publié à compte d’auteur, ce livre devient un best seller (550 000 exemplaires)[6].
- Fin 1987, il publie Je mange donc je maigris, la version grand public de sa méthode ; vendu dans une quarantaine de pays, ce livre atteint 18 millions d’exemplaires, dont plus de six millions en France[réf. nécessaire].
- Michel Montignac publie une quinzaine d’ouvrages sur sa méthode, mais aussi sur la santé en général, en rapport notamment avec certains aliments : le vin, l'huile d’olive, le chocolat, etc. Les publications de Michel Montignac sont diffusées dans 45 pays et traduites en 26 langues.
- Tirant parti de ses succès en librairie, Michel Montignac commercialise aussi une gamme de produits nutritionnels.